# Ürümqi
 Ürümqi er en kinesisk storby med 1,5 millioner indbyggere. Byen ligger i 800 m højde i en oase mellem det snedækkede Bogda-bjerg, den store saltsø mod øst, fyrreskovene på de bølgende Sydlige bakker mod syd og de spredte agre og klitter i Zunggar lavningen mod nordvest. Den er den største by i det vestlige Kina, og den er blevet kendt som den by i verden, der ligger længst fra havet, da der er ca. 2.500 km til nærmeste kyst.
Urumqi er også hovedstaden i den autonome region Xinjiang-Uyghur i det vestlige Kina. 
Transport: Jinghe–Yining–Korgos jernbanen har station i byen.

## Myndigheder
Den lokale leder i Kinas kommunistiske parti er Xu Hairong. Borgmester er Yasim Sadiq, pr. 2021.